# Henrik av Danmark
Denna artikel handlar om drottning Margrethe II:s make, Danmarks regentgemål. För hans sonson, född 2009, se Henrik, greve av Monpezat.

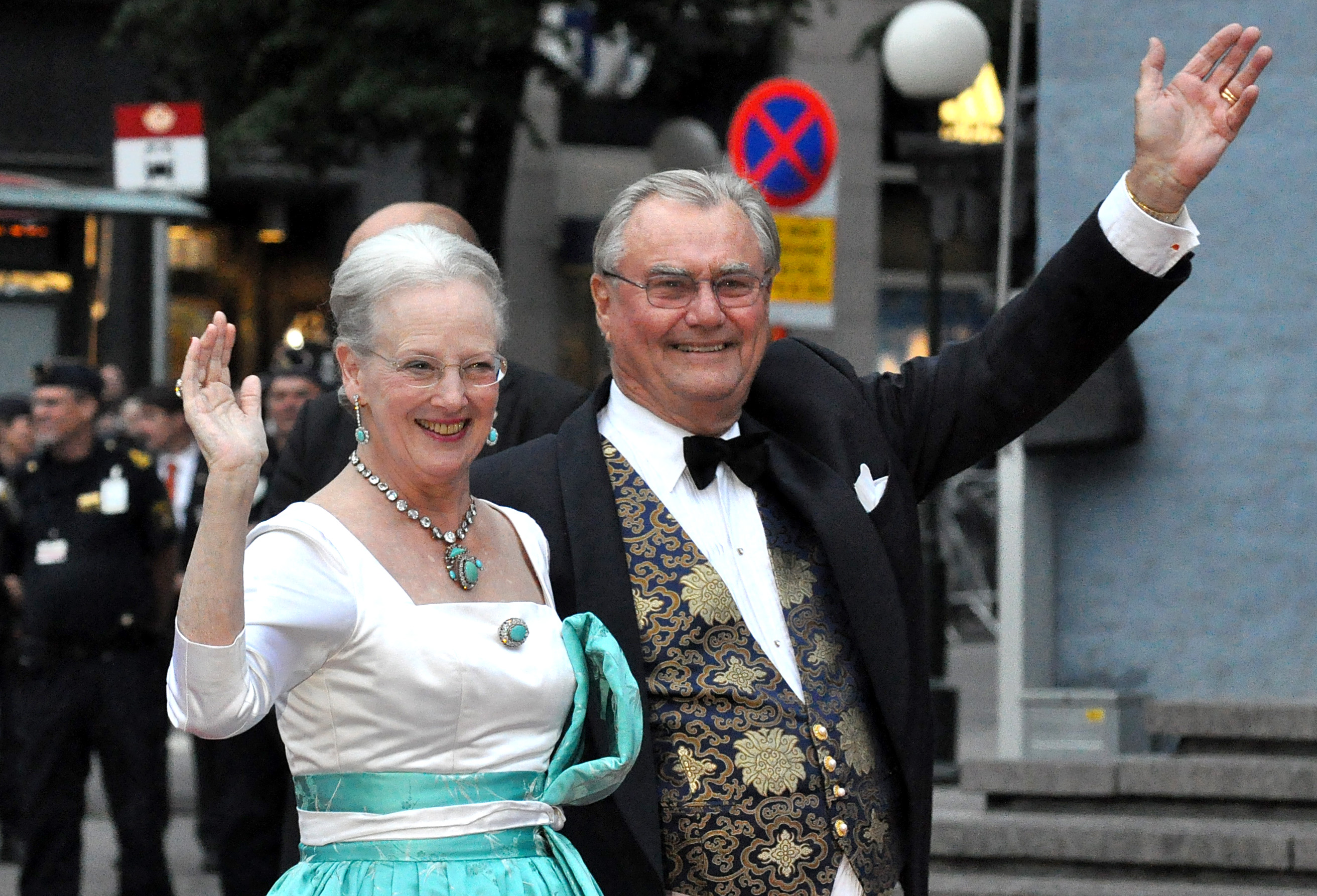
Prins Henrik och drottning Margrethe i Stockholm vid bröllopet mellan Kronprinsessan Victoria och Daniel Westling 19 juni 2010.

Prins Henrik av Danmark, Henri-Marie-Jean André de Laborde de Monpezat, född 11 juni 1934 i Talence, Gironde, Frankrike, död 13 februari 2018 på Fredensborgs slott, var gift med drottning Margrethe II av Danmark.
Henri gifte sig 10 juni 1967 med den dåvarande danska tronföljaren, prinsessan Margrethe, och han erhöll då prinstitel och namnet fördanskades till Henrik. Tillsammans fick de två barn, sönerna Frederik och Joachim.

## Biografi
Prins Henrik var son till André de Laborde de Monpezat (1907–1998) och Renée Doursenot (1908–2001). Han föddes som näst äldst av sju syskon och tillbringade sina första fem år i Franska Indokina i dagens Vietnam, där hans far ansvarade för familjens affärer. Han återkom till Indokina och Hanoi 1950 och tog examen där 1952. Han studerade 1952–1957 juridik och statsvetenskap vid Sorbonne och franska och vietnamesiska vid École Nationale des Langues Orientales. Han studerade i Hongkong 1957 och Saigon 1958. Han gjorde sin militärtjänst under kriget i Algeriet 1959–1962. 
År 1962 började han arbeta vid Frankrikes utrikesdepartement och stationerad i London 1963–1967. Prins Henrik talade, förutom franska och danska, även engelska, tyska, kinesiska och vietnamesiska.
Han gifte sig med den danska tronföljaren, prinsessan Margrethe, den 10 juni 1967 i Holmens Kirke i Köpenhamn. Hans namn fördanskades till Henrik och erhöll prinstitel. Tillsammans med Margrethe fick han sönerna prins Joachim och kung Frederik X. Prins Henrik var en färgstark person som ofta skapade rubriker genom kontroversiella uttalanden. Han önskade bli titulärkung istället för prinsgemål och ogillade att tvingas underordna sig sin hustru och äldsta son. En missnöjdhet som ökade med åren.
Drottning Margrethe meddelade i sitt nyårstal på nyårsafton 2015 att prins Henrik beslutat sig för att gå i pension påföljande dag, 1 januari 2016, och därefter endast i begränsad omfattning delta i officiella arrangemang. Den 14 april 2016 avsade han sig titeln som prinsgemål, och kallades därefter prins Henrik. I september 2017 meddelade det danska hovet att Henrik led av demens.
Prins Henrik avled den 13 februari 2018 på Fredensborgs slott i Danmark. Begravningen ägde rum en vecka senare i Christiansborgs slottskyrka i Köpenhamn.